# 三官保
三官保，满洲旗人，乾隆年间的京师游侠，绰号花豹子。

## 简介
三官保出身于满洲旗人家庭。十七八岁时，样貌清秀，俨然女子一般，又好打扮，常惹人顾盼。三官保待人本温文蕴藉、和蔼可亲，只是性格负气凌人，好勇斗狠。在大街上或因一言不和、或因对视小怨，必致斗殴，就算头破血流也从不服软，有北宫黝之风。邻里畏惮，因其美而暴戾，故得绰号“花豹子”。
当时北城有绰号“佟韦驮”之市虎、南城有诨名“张阎王”之街霸各自称雄一方。后二者与三官保发生冲突，佟韦驮以多打少、张阎王在肉上刻字比狠，均未能敌过三官保。最后二人全被三官保降服，收为左膀右臂，从此如虎添翼、纵横京城无忌惮。三人甚至在元宵节之夜于酒楼痛打骄横宗室，得意一时。
至夏日，三人郊游，在一墓前小憩。三官保感慨平生未逢敌手之无趣，佟韦驮劝告三官保不能自满，人外有人，只是无缘得遇，正如墓之主人山东回人余斑龙，绰号“余大汉”，有李存孝之勇，尝生拔鹿角，故称“斑龙”，可惜未能生在同一时代。三官保不以为然，认为余斑龙的名声只是传言夸大所致。不久，天降大雨，到了晚上也没停下来，于是三人来到一庙避雨。至三更，三官保发现门口有一彪形大汉窥探，大汉表示此来正为一较高低。三官保遂起身与之搏斗，不料反被大汉击败。三官保腿脚青肿，右脚五指皆折，倒在余斑龙墓前不省人事。
此后，三官保幡然悔悟，发奋读书。佟、张二人劝其振作，三官保只笑而不答；故意激怒之，三官保唯敬谢而已，二人失望，发誓终生不再与之相见。最后，三官保成为宫廷侍卫，从征缅甸时阵亡，年仅二十。

## 其他
《夜谈随录》中的描写似乎在暗示三官保最终败给了余斑龙的灵魂，但满学家金启孮先生认为三官保应该是败给了一个比他实力更强且更有后台的人，《夜谈随录》之所以这样写可能是对此人有所回避之故。由于三官保勇猛、迎难而上的坚韧性格在满洲人、尤其是京旗子弟中颇具代表性，因此他的事迹在京旗后生中流传较广，京旗营兵最佩服的历史人物就是赵云和三官保。